# Hannelore Schroth
Hannelore Schroth (* 10. Januar 1922 in Berlin als Hanne Lore Emilie Käte Grete Schroth; † 7. Juli 1987 in München) war eine deutsche Schauspielerin.

## Leben
Die Tochter des Schauspielerehepaares Heinrich Schroth und Käthe Haack absolvierte bis 1938 eine Schauspielausbildung in Lausanne. Hannelore Schroths Halbbruder war der Schauspieler Carl-Heinz Schroth. Als Kind trat sie erstmals an der Seite ihrer Mutter in Max Ophüls’ Kurzfilmkomödie Dann schon lieber Lebertran auf. 1938 folgte der erste große Erfolg mit Spiel im Sommerwind. Von den vielen folgenden Filmen herauszuheben ist Unter den Brücken unter der Regie von Helmut Käutner mit Gustav Knuth und Carl Raddatz. Sie stand 1944 in der Gottbegnadeten-Liste des Reichsministeriums für Volksaufklärung und Propaganda.
Trotz zahlreicher Auftritte in Film und Fernsehen fand sie in der Folgezeit immer wieder den Weg zur Bühne und erhielt Theaterengagements in Wien, Düsseldorf, Hamburg, Berlin und München. Für ihre Bühnentätigkeit erhielt sie 1969 den Großen Bad-Hersfeld-Preis und für ihre Filmarbeit 1980 das Filmband in Gold.
Daneben war Hannelore Schroth umfangreich in der Synchronisation tätig. So lieh sie ihre Stimme Paulette Goddard (Der große Diktator), Gina Lollobrigida (Die letzte Etappe), Shirley MacLaine (Das Mädchen Irma la Douce) oder Elizabeth Taylor (Wer hat Angst vor Virginia Woolf?). Ebenso versuchte sie sich als Sängerin französischer Chansons und veröffentlichte einige LPs mit Lesungen von Werken Ephraim Kishons gemeinsam mit Friedrich Torberg.

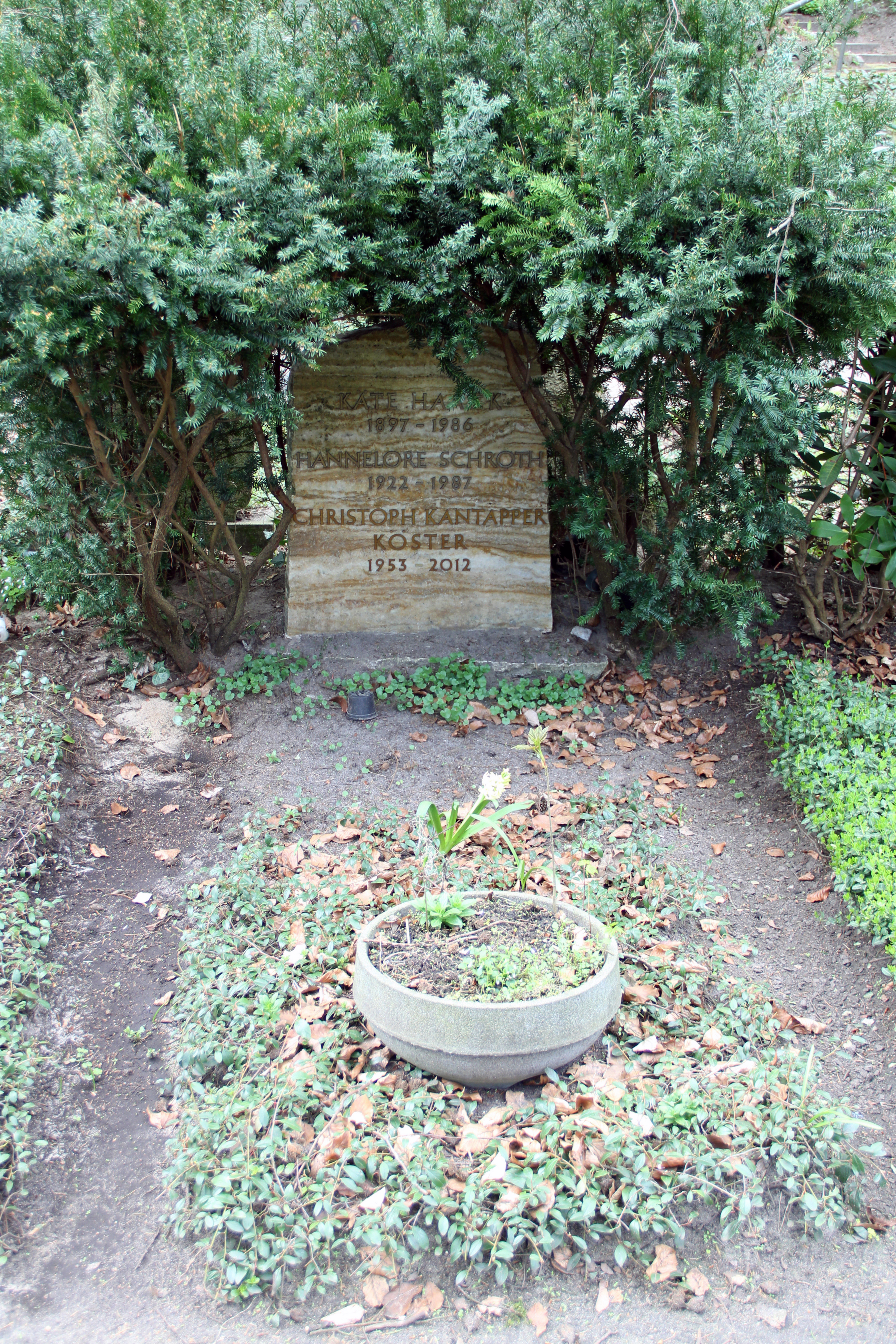
Grab von Hannelore Schroth auf dem Friedhof Heerstraße in Berlin-Westend

In erster Ehe war Hannelore Schroth ab 1944 kurzzeitig mit Carl Raddatz verheiratet, in zweiter Ehe bis 1950 mit dem österreichischen Tauchpionier Hans Hass. Ihr Sohn aus dieser Ehe, Hans Hass jr. (1946–2009), war zeitweilig als Schauspieler und Schlagersänger erfolgreich. Aus der dritten 1953 in Rom geschlossenen Ehe mit dem promovierten Rechtsanwalt und Filmproduzenten Peter Köster (* 25. Oktober 1922 in Berlin; † 2013), ein Sohn des früheren Reichsministers Adolf Köster und dessen Ehefrau Käthe, geborene Mahr, ging der Sohn Christoph Kantapper Köster (1953–2012) hervor, der als Rechtsanwalt tätig war.
Hannelore Schroth starb am 7. Juli 1987 im Alter von 65 Jahren in ihrer Wohnung in München an Herzversagen. Bundeskanzler Helmut Kohl kondolierte. Beigesetzt wurde sie neben ihrer im Jahr davor verstorbenen Mutter Käthe Haack auf dem landeseigenen Friedhof Heerstraße im heutigen Berliner Ortsteil Westend (Grablage: 16-J-27). Auch der 2012 verstorbene Sohn Christoph fand dort seine letzte Ruhe.

## Filmografie (Auswahl)
- 1931: Dann schon lieber Lebertran (Kurzfilm)
- 1938: Spiel im Sommerwind
- 1939: Weißer Flieder
- 1939: Kitty und die Weltkonferenz
- 1939: Der Gouverneur
- 1940: Friedrich Schiller – Triumph eines Genies
- 1941: Menschen im Sturm
- 1942: Sieben Jahre Glück
- 1942: Sophienlund
- 1943: Liebesgeschichten
- 1944: Eine Frau für drei Tage
- 1944: Seinerzeit zu meiner Zeit
- 1946: Unter den Brücken
- 1948: Das singende Haus
- 1949: Derby
- 1949: Kätchen für alles
- 1949: Lambert fühlt sich bedroht
- 1950: Die wunderschöne Galathee
- 1950: Taxi-Kitty
- 1951: Das unmögliche Mädchen (Fräulein Bimbi)
- 1951: Kommen Sie am Ersten
- 1951: Unschuld in tausend Nöten
- 1952: Der Fürst von Pappenheim
- 1956: Geliebte Corinna
- 1956: Vor Sonnenuntergang
- 1956: Der Hauptmann von Köpenick
- 1956: … wie einst Lili Marleen
- 1957: Die Freundin meines Mannes
- 1957: Italienreise – Liebe inbegriffen
- 1958: Der Mann, der seinen Namen änderte (TV)
- 1958: Der Mann, der nicht nein sagen konnte
- 1959: Alle lieben Peter
- 1960: Liebling der Götter
- 1960: Himmel, Amor und Zwirn
- 1963: Die erste Lehre / Willy
- 1963: Dantons Tod (TV)
- 1964: Polizeirevier Davidswache
- 1967: Das Kriminalmuseum (TV-Serie, eine Folge)
- 1970: Auftrag: Mord! (TV)
- 1971: Wir hau’n den Hauswirt in die Pfanne
- 1971: Immer dieser Michel 1. – Michel in der Suppenschüssel (Emil i Lönneberga)
- 1972: Immer dieser Michel 2. – Michel muß mehr Männchen machen (Nya hyss av Emil i Lönneberga)
- 1973: Immer dieser Michel 3. – Michel bringt die Welt in Ordnung (Emil och griseknoen)
- 1976: Bomber & Paganini
- 1977, 1981: Polizeiinspektion 1: (TV-Serie, zwei Folgen)
- 1978: Zwischengleis
- 1979: Lucky Star
- 1980, 1984: Derrick (TV-Serie, zwei Folgen)
- 1980: Kein Geld für einen Toten
- 1983: Tatort: Peggy hat Angst (TV)